# اس‌ام یوبی-۶۳
اس‌ام یوبی-۶۳ (به انگلیسی: SM UB-63) یک زیردریایی است که طول آن ۵۵٫۵۲ متر (۱۸۲٫۲ فوت) می‌باشد. این زیردریایی در سال ۱۹۱۷ ساخته شد.